# Kollegah
Kollegah, pseudonimo di Felix Blume (Friedberg, 3 agosto 1984), è un rapper tedesco.

## Discografia

### Album in studio
- 2007 – Alphagene
- 2008 – Kollegah
- 2011 – Bossaura
- 2014 – King
- 2015 – Zuhältertape 4
- 2016 – Imperator

Collaborazioni
- 2009 – Jung, brutal, gutaussehend (con Farid Bang)
- 2013 – Jung, brutal, gutaussehend 2 (con Farid Bang)
- 2017 – Jung, brutal, gutaussehend 3 (con Farid Bang)